# Zsörk
Zsörk Pápateszérhez tartozó külterület. Az egykori községben nincs állandó lakosság.

## Fekvése
Zsörk Veszprém vármegye északi részén, Pápától kb. 22 km távolságra keletre, Pápateszértől kb. 3 km-re délnyugatra, a Csángota-ér mellett fekszik.
Szilárd burkolatú közúton nem közelíthető meg, csak burkolatlan mezőgazdasági utakon; 20. századi elnéptelenedésének is ez volt az egyik legfőbb oka. Legegyszerűbben a 832-es főút pápateszéri vasúti kereszteződésétől induló dűlőútról, bő egy kilométer után délnek fordulva érhető el, vagy pedig Bakonyszücs központjából, szintén földutakon.

## Története
Zsörk falut először 1249-ben említik, ekkor a karakói várjobbágyok kezén volt. Egy Vidus nevű, Zsörkön lakó vasvári várjobbágyot 1272-ben IV. Kún László nemesített. 1330-ban Szentiván és Rusztavanyola településekkel együtt János és Beke nemesek voltak a birtokosai. Ezt követően 1332-ben Surk néven említett falu a középkorban Csitvándy birtok. 1473-ban Zerk néven említette oklevél. 1488-ban Kapucsi Benedek nemesé, Serk falunak ekkor 7 portája van, és jobbágyai hét forint adót fizettek. A török megjelenésével, már 1531 előtt végleg elnéptelenedett. A puszta a 18. században a gr. Esterházy család pápai uradalmának része lett és szőlővel telepítik, a szomszédos falvak gazdái művelik. Az 1784. évi első népszámlálásban népességét a Teszérivel együtt jegyzik. 1828-ban önálló határral bíró szőlőhegy-prédiumnak nevezik, mely teljesen nemesi jogú föld. 1872-ben Pápa-Teszérhez csatolták. Az 1920. évi népszámlálási adatok szerint Zsörkön még 49 lakó volt, közöttük 4 gyermek. Az 1960-as népszámlálás szerint már csak 26 fő lakott Zsörkön, melyből 8 fő gyermek volt, ez 1973-ra 16 főre, 1985-re pedig 1 főre csökkent.  Mára Zsörkön nincs lakó. Elnéptelenedését az infrastruktúra (müút, gáz, villany) hiánya és elszigeteltsége idézhette elő. 

## Nevezetességei
A szőlőhegyen álló kápolna építéséről szinte semmit sem tudunk. Az 1. katonai térkép (1784) még nem jelzi, és Korabinszky János Mátyás 1786-ban kiadott történeti-földrajzi lexikona sem említi. A Kopátsy-féle egyházmegyei térkép (1851) „praed. impop. cum eccl.” jellel mutatja, tehát a hely akkor néptelen puszta volt kápolnával. Koppány Tibor a Veszprém vármegyei püspöki levéltárban őrzött vizitációs jegyzőkönyv alapján az építési idejét az 1813-as évre teszi: „a szőlőhegyen álló kápolnát 1813-ban építették Szt. István tiszteletére, toronnyal és abban egy haranggal, belsejében oltárral és egy fa kórussal”. Az 1845. évi visitatio alkalmával összeírták. Az 1857. évi kataszteri térkép a jelenlegi kontúrjával ábrázolja, St. Stefan felirattal. Fentiek és a látottak alapján építése a 19. század első felére tehető. A kórus gerendáján felirat: „javíttatott 1883-ban, javíttatott 1951-ben”.
A Szent Istvánról elnevezett zsörki kápolna zarándokhelyszín. Minden év augusztus 20-án misèt tartanak itt, amelyre szép számmal jönnek a környékbeliek a szomszédos Bakonykoppányról, Bakonyszűcsből és Pápateszérről is.